# John Cocke
John Cocke (Charlotte, Carolina del Norte, 30 de mayo de 1925 - Valhalla, Nueva York, 16 de julio de 2002), fue un científico informático estadounidense reconocido por sus contribuciones a la arquitectura de computadoras y optimización de diseño de compiladores. Es considerado por muchos como «el padre de la arquitectura RISC».
Cocke dedicó totalmente su carrera como un investigador trabajando para IBM desde 1956 hasta 1992. Probablemente el proyecto donde sus innovaciones fueron más notables fue en las minicomputadoras IBM 801, donde logró un desempeño elevado a bajo costo.
Cocke ganó el Premio Turing de la ACM en 1987, la «National Medal of Technology» en 1991 y la «National Medal of Science» en 1994.